# Стрибки у воду на Чемпіонаті Європи з водних видів спорту 2021 — змішана синхронна вишка, 10 метрів
Змагання зі змішаних синхронних стрибків у воду з вишки на Чемпіонаті Європи з водних видів спорту 2021 відбулись 11 травня.

## Результат[1]
| Місце | Країна          | Спортсмени                          | Очки  | Очки  | Очки  | Очки  | Очки  | Очки    | Очки |
| Місце | Країна          | Спортсмени                          | С1    | С2    | С3    | С4    | С5    | Загалом |      |
| ----- | --------------- | ----------------------------------- | ----- | ----- | ----- | ----- | ----- | ------- | ---- |
| 1     | Україна         | Олексій Середа Ксенія Байло         | 50,40 | 48,60 | 70,20 | 80,64 | 75,84 | 325,68  |      |
| 2     | Велика Британія | Ноа Вільямс Андреа Спендоліні-Сіріє | 49,20 | 48.60 | 68,40 | 72,00 | 69,12 | 307,32  |      |
| 3     | Росія           | Віктор Мінібаєв Катерина Беляєва    | 51,00 | 48,00 | 71,10 | 65,28 | 67,20 | 302,58  |      |
| 4     | Німеччина       | Патрік Гаусдінґ Крістіна Вассен     | 47,40 | 49,20 | 70,08 | 51,30 | 71,04 | 289,02  |      |
| 5     | Італія          | Рекардо Джіованіні Майя Біджінеллі  | 48,60 | 47,40 | 57,96 | 54,90 | 64,32 | 273,18  |      |